# Veenendaal-Veenendaal 1994
La Veenendaal-Veenendaal 1994, nona edizione della corsa, si svolse il 27 aprile su un percorso di 204 km, con partenza e arrivo a Veenendaal. Fu vinta dal russo Vjačeslav Ekimov della squadra Wordperfect davanti al tedesco Andreas Kappes e all'olandese Frans Maassen.

## Ordine d'arrivo (Top 10)
| Pos. | Corridore           | Squadra                        | Tempo    |
| ---- | ------------------- | ------------------------------ | -------- |
| 1    | Vjačeslav Ekimov    | Wordperfect                    | 5h04'50" |
| 2    | Andreas Kappes      | Trident-Schick                 |          |
| 3    | Frans Maassen       | Wordperfect                    |          |
| 4    | Brian Holm          | Telekom                        |          |
| 5    | Bo Hamburger        | TVM-Bison Kit                  |          |
| 6    | Jo Planckaert       | Novemail-Histor-Laser Computer |          |
| 7    | Frank Vandenbroucke | Lotto                          |          |
| 8    | Louis de Koning     | Wordperfect                    |          |
| 9    | Wilfried Peeters    | MG Boys Maglificio-Technogym   |          |
| 10   | Eddy Bouwmans       | Novemail-Histor-Laser Computer |          |